# Сърбци
Сърбци (на македонска литературна норма: Српци), наричано още Малко Сърбци, Мало Сърбци или Горно Сърбци, е село в община Битоля на Северна Македония.

## География
Селото се намира на 910 m надморска височина в областта Гяваткол, в Снеговско-облаковския масив, западно от регионалния път Битоля - Охрид, на 14 km от Битоля.

## История

### Етимология
Според академик Иван Дуриданов името е първоначален патроним на -ишти < -itji от личното име Сръбчо. Според друго мнение името се дължи на опирането о планински гребен с вид на сърп.

### Средновековие
В грамота на сръбския цар Стефан Урош V от 1361 година е споменато село Србчишта: сѣло Србчишта сь ижє в нѥмь парики и зємлѥю .

### В Османската империя
Селото под името Сърбци се споменава в османски дефтер от 1468 година с 88 християнски семейства. В 1568 година се споменават две селища със същото име – едното с 50, а другото с 24 християнски семейства.
В XIX век Сърбци e изцяло българско село в Битолска кааза на Османската империя. Църквата „Свети Георги“ е от 1831 година. В 1878 година Йосиф Мажовски изписва притвора на църквата. Освен нея над селото на 950 m надморска височина има и манастирска църква „Успение Богородично“.
Според Васил Кънчов в 90-те години Сръбци има 40 български християнски къщи. Според статистиката му („Македония. Етнография и статистика“) в 1900 година Сръбци има 820 жители, всички българи християни.
На Етнографската карта на Битолския вилает на Картографския институт в София от 1901 година Мало Сърбци е чисто българско село в Битолската каза на Битолския санджак с 53 къщи.
Според Никола Киров („Крушово и борбите му за свобода“) към 1901 година Сръбци има 60 български къщи.
Цялото население на селото е под върховенството на Българската екзархия. По данни на секретаря на екзархията Димитър Мишев (La Macédoine et sa Population Chrétienne) в 1905 година в Сърбци има 576 българи екзархисти и функционира българско училище. От 1906 до 1912 година български учител в селото е смилевецът Велян Гурджев.
По време на Балканската война 13 души от Сърбци се включват като доброволци в Македоно-одринското опълчение.

### В Сърбия, Югославия и Северна Македония
През войната селото е окупирано от сръбски части и остава в Сърбия след Междусъюзническата война. По време на Първата световна война Сръбци е част от Цапарска община и има 486 жители.
В 1953 година селото има 650 жители. През втората половина на века жителите му масово емигрират – в Битоля, Скопие, САЩ, Канада, Австралия и Европа.
Според преброяването от 2002 година селото има 65 жители, самоопределили се като северномакедонци.
| Националност     | Всичко |
| северномакедонци | 65     |
| албанци          | 0      |
| турци            | 0      |
| роми             | 0      |
| власи            | 0      |
| сърби            | 0      |
| бошняци          | 0      |
| други            | 0      |

## Личности
Родени в Сърбци
- Апостол Георгиев Дошлаков, български революционер от ВМОРО[14]
- Апостол Георгиев Обедников (1863 – след 1943), български революционер от ВМОРО
- Божин (Божил, Боше) Талев Ангелов Иванов (1875 - след 1943),[15] македоно-одрински опълченец,[16] дърводелец, 1-ва рота на 2-ра скопска дружина, войник в 59-и пехотен полк през Първата световна война;[15] на 4 март 1943 година, като жител на Битоля, подава молба за българска народна пенсия, която е одобрена и пенсията е отпусната от Министерския съвет на Царство България[15]
- Божин Кулев (1873 – след 1943), български революционер от ВМОРО
- Георги Христов Наумов, 28-годишен, земеделец, 4 рота на 9 велешка дружина, награден с бронзов медал.[17] Загинал през Първата световна война.[18]
- Михаил Иванов (1900 – 1986), български езотерик, ученик на Петър Дънов
- Митре Михайлов Далъчев, български революционер, селски войвода на ВМОРО[19]
- Недялко Долиманов (? – 1906), български революционер от ВМОРО, четник на Велко Велков – Скочивирчето

Свързани със Сърбци
- Иван Божинов, български революционер, битолски войвода на ВМОРО, през Илинденско-Преображенското въстание с четата си се сражава при Гявато и Сърбци, Битолско.[20]